# Marcello Pucci Boncambi
Marcello Pucci Boncambi (Perugia, 21 luglio 1904 – Mar Tirreno, 10 aprile 1944) è stato un militare e marinaio italiano, decorato di Medaglia d'oro al valor militare alla memoria nel corso della seconda guerra mondiale.

## Biografia
Nacque a Perugia il 21 luglio 1904.  Arruolatosi nella Regia Marina, entrò tredicenne alla Regia Accademia Navale di Livorno, ottenendo la nomina a guardiamarina nel 1922.  Fu promosso sottotenente di vascello nel 1924 e tenente di vascello nel 1927. Fu imbarcato su diverse unità navali, e nel 1928 frequento il 5º Corso di Osservazione aerea presso la Scuola di Taranto, al termine del quale fu messo a disposizione del Ministero dell'aeronautica. Considerato un pioniere della cooperazione aeronavale, ricoprì anche l'incarico di insegnante di Arte Militare Navale presso la Scuola di Osservazione Aerea di Grottaglie.
Divenuto capitano di corvetta nel 1936, prese parte alla guerra d'Etiopia (1935-1936) imbarcato sull'esploratore Antonio Pigafetta, ed al termine della guerra fu trasferito in servizio presso la 186ª Squadriglia idrovolanti, poi alla 184ª Squadriglia di Messina e infine nel servizio aereo del Dipartimento Militare Marittimo di Napoli. Nel gennaio 1939 frequentò la Scuola di guerra aerea, e al termine dei corsi assunse il comando della torpediniera Cigno con la quale si distinse durante le azioni di sbarco in Albania nell'aprile 1939. Il 20 maggio 1940 fu assegnato a prestare servizio presso Comando Supermarina, e nel febbraio 1941 ricevette la promozione a capitano di fregata. Dall'8 agosto 1943 si imbarcò come comandante sul cacciatorpediniere Granatiere, e dopo l'armistizio dell'8 settembre, dal 4 del mese di dicembre fu nominato comandante della Difesa Marittima della Maddalena, in Sardegna.
Il 10 aprile 1944, mentre a bordo del M.A.S. 505 stava navigando alla volta di Bastia, con l'incarico di dirimere una vertenza sorta tra marinai italiani e francesi, fu ucciso da alcuni marinai ammutinatisi. I sottufficiali Giuseppe Cattaneo e Adelchi Vedana, e i sottocapi Antonio Cesare Dorio, Egidio Silvestri e Federico Azzalin Altovillo si impossessarono dell'unità con le armi, e, oltre a lui uccisero anche il comandante del M.A.S., sottotenente di vascello Carlo Sorcinelli, e il tenente di vascello Primo Sarti, ferendo anche un altro sottufficiale, e diressero poi per Porto Santo Stefano, dove consegnarono il MAS ai tedeschi. Questi ultimi disposero che le salme dei tre ufficiali fossero tumulate nel cimitero di Orbetello con tutti gli onori militari, alla presenza di un picchetto armato italo-tedesco. Tutti e tre gli ufficiali furono successivamente decorati con la Medaglia d'oro al valor militare alla memoria.
Appena saputo del fatto il principe Junio Valerio Borghese, comandante della X MAS della Marina Nazionale Repubblicana, diede ordine di arrestare e processare gli esecutori materiali dell'assassinio, ma essi erano già stati scarcerati dai tedeschi, malgrado le furiose proteste della marina della RSI, dopo aver passato un breve periodo di detenzione nel carcere di Perugia. Dopo la fine della guerra la sua salma venne esumata il 10 luglio 1945 e sottoposta ad autopsia, e il processo agli autori materiali, nel frattempo emigrati nelle Americhe, iniziò a La Spezia il 23 maggio 1947. Dopo undici anni, i due autori principali del fatto, Giuseppe Cattaneo e Federico Azzalin Altovillo, furono condannati a trenta anni di carcere, che per effetto delle varie amnistie e condoni si ridussero a due.
Recano il nome di Marcello Pucci Boncambi vie della sua città natale Perugia e di Roma.

### Annotazioni
1. ↑  Ferito da due proiettili che gli avevano perforato un polmone, fu infine assassinato con un colpo alla testa.

### Fonti
1. 1 2 3 4 5 6  Marina Difesa.
2. 1 2 3 4  Combattenti Liberazione.
3. ↑  Tasselli 1997, p. 34.
4. 1 2 3 4 5 6 7 8 9  Tasselli 1997, p. 35.
5. ↑   Pucci Boncambi Marcello, su Quirinale.it. URL consultato il 9 novembre 2018.